# Mercancía belga
Mercancía belga (en alemán: «Belgische Ware») es el nombre moderno dado a la cerámica producida durante la época romana en Renania, antigua Galia Bélgica del Imperio Romano, que no se corresponde geográficamente con la actual Bélgica.
Reúne un conjunto de recipientes de alfarería que tomaron como modelo productos precedentes de la cultura de La Tène o que fueron hechos imitando recipientes romanos de producción local. Se diferencian varios tipos, según las arcillas usadas: terra nigra, terra rubra, mercancía belga gris y mercancía belga blanca. La terra nigra y la mercancía belga gris tienen un tono gris oscuro o gris claro o acerado. La terra rubra, menos abundante, tiene un color rojizo y su producción quedó limitada a platos y tazas. En la región de Colonia se produjo también cerámica de un tono blanco.

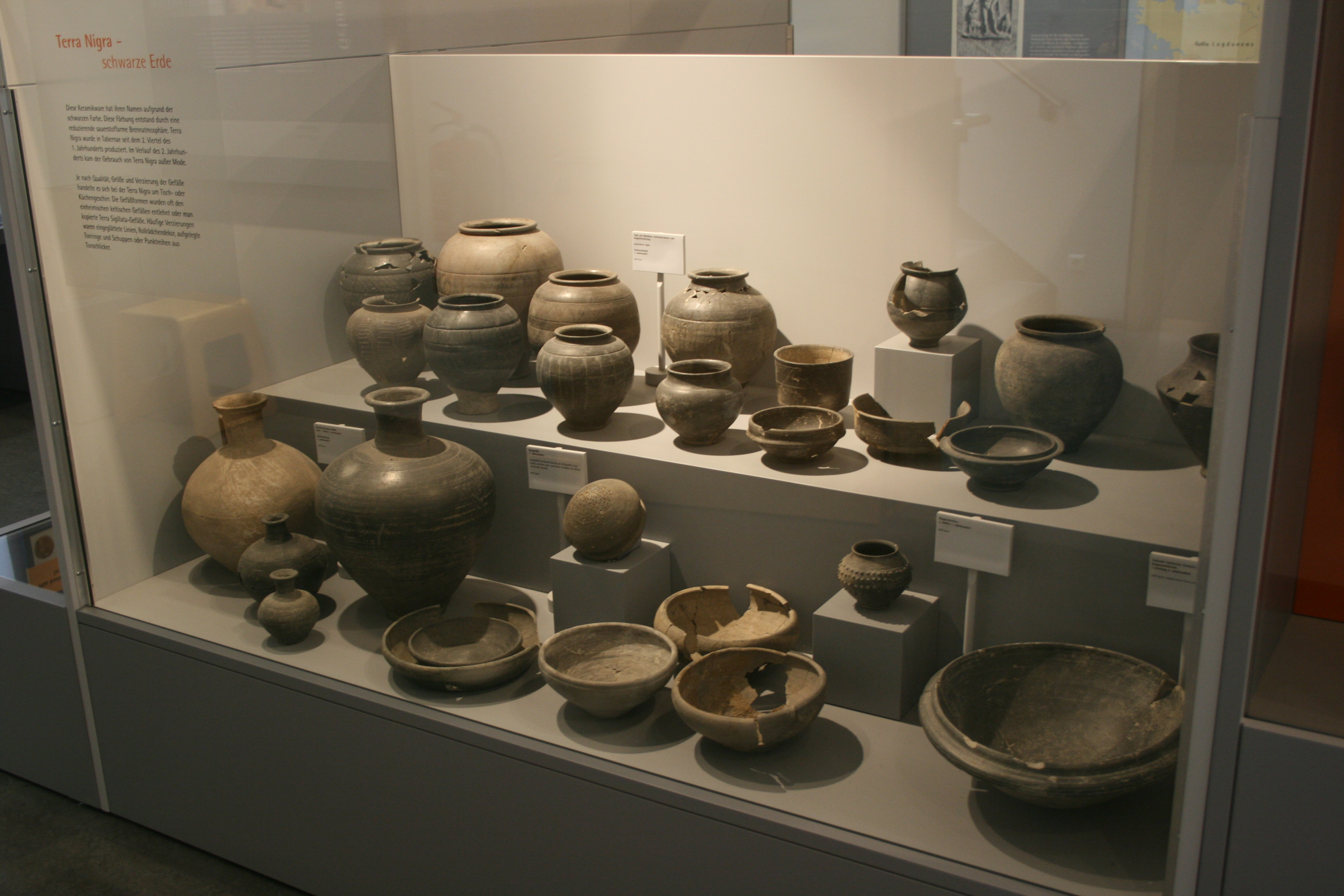
Terra Gris en el Museo de Rheinzabern, distrito de Germersheim
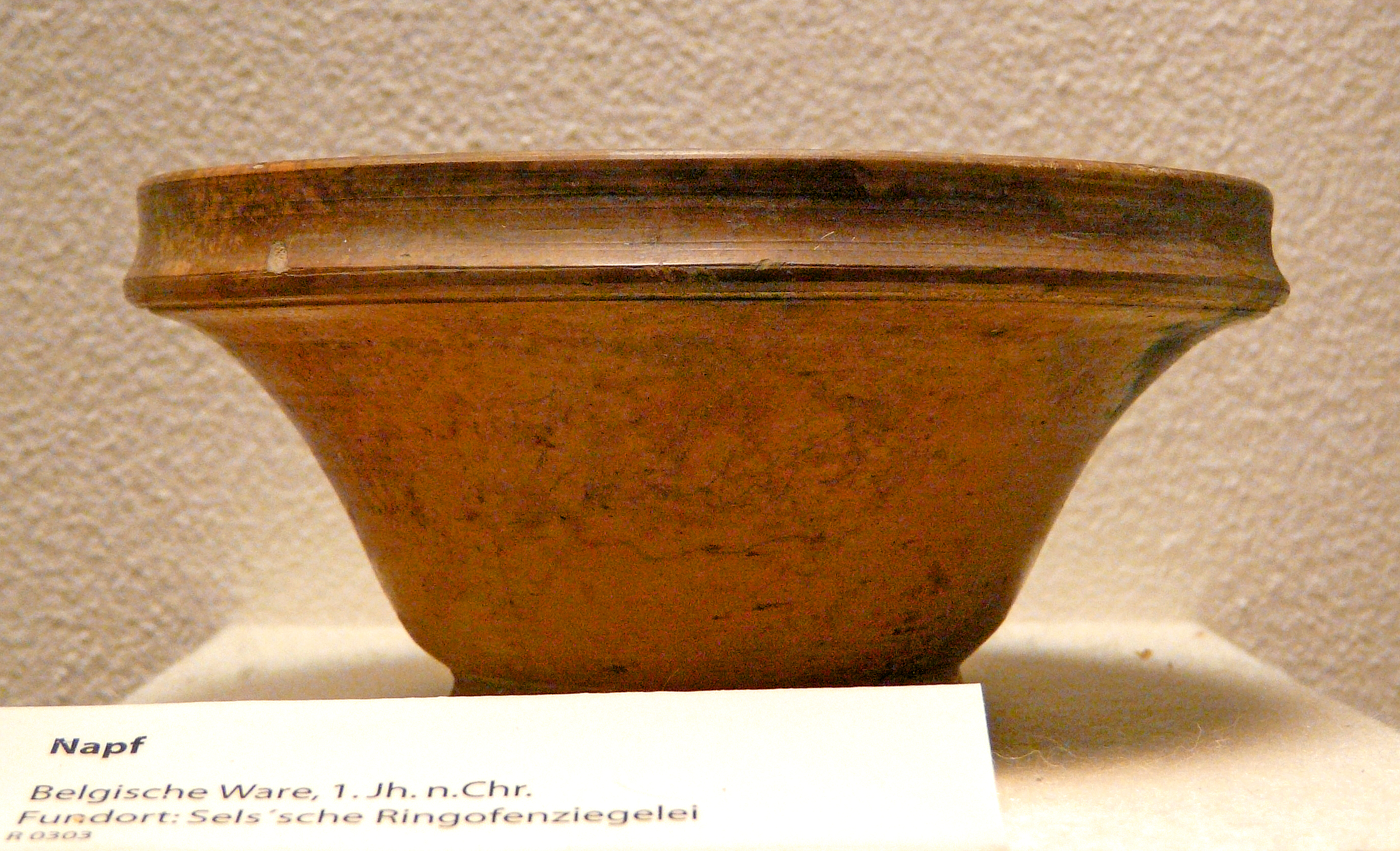
Terra rubra en el Museo de Neuss